# カリーナ・オカシオ
カリーナ・オカシオ・クレメンテ（Karina Ocasio Clemente、女性、1985年8月1日 - ）は、プエルトリコのバレーボール選手。プエルトリコ代表。

## 来歴
2002年、プエルトリコ代表に初選出される。同年にドイツで開催された世界選手権に出場した。2003-04シーズンにはイタリアセリエAのペルージャでプレーしていた。
2008年の北京オリンピック世界最終予選ではベストスコアラー部門1位であった。2009年のパンアメリカンカップでは銅メダルを獲得し、同年9月の北中米選手権では銀メダルを獲得した。
2010年の世界選手権ではアウレア・クルスとともにチームを牽引した。

## 球歴
- 世界選手権 - 2002年（10位）、2006年（15位）、2010年（17位）
- 北中米選手権 - 2003年（5位）、2005年（4位）、2007年（5位）、2009年（2位）
- ワールドグランプリ - 2009年（10位）、2010年（11位）、2013年（18位）

## 所属クラブ
- Mets de Guaynabo（2000-2003年）
- ペルージャ（2003-2004年）
- Caoduro Cavazzale（2004-2005年）
- Valencianas de Juncos（2005-2008年）
- 興国生命ピンクスパイダーズ（2008-2010年）
- ガラタサライ（2010-2011年）
- Valencianas de Juncos（2012年）
- Criollas de Caguas（2013-2022年）
  -  IBK企業銀行（2013-2014年）
  -  Fujian Xi Meng Bao（2014年・2015年）
  -  Yunnan University Dianchi College（2016年）
  -  Jakarta BNI46（2017年）
- Al-Ahly SC（2022-2023年）
- Mets de Guaynabo（2023-）